# تسلسل زمني لتاريخ المثليين في القرن 20
تسرد هذه المقالة التسلسل الزمني لتاريخ المثليين والمثليات ومزدوجي التوجه الجنسي والمتحولين جنسياً (اختصارا: LGBT) في القرن 20.

## التسلسل الزمني

### عقد 1900
- 1903 - في مدينة نيويورك في 21 شباط / فبراير 1903، تم تسجيل أول مداهمة قامت بها شرطة نيويورك أول على حمام المثليين، وهو «أريستون هوتيل باثس» (بالإنجليزية: Ariston Hotel Baths)‏. تم إلقاء القبض على 26 رجلاً وتم تقديم 12 منهم للمحاكمة بتهم السدومية. تلقى 7 رجال عقوبات تتراوح ما بين 4 إلى 20 سنة في السجن.[1]
- 1906 - تم نشر ما يحتمل على انه أول رواية أمريكية تتحدث علانية عن المثلية الجنسية وتنتهي بنهاية سعيدة، وعنوانها "ايمري  [لغات أخرى]‏".[2]
- 1907 - نشر أدولف براند، الناشط القيادي في جمعية «غيماينشافت دير أيغينن» (بالألمانية: Gemeinschaft der Eigenen)، التي تعمل على إلغاء الفقرة 175، مقالا قام فيه «بفضح الميول المثلية» للمستشار الإمبراطوري لألمانيا، الأمير برنارت فون بولوف. قاض الأمير الناشط براند بتهمتي التشهير والثلب؛ والذي حكم عليه بالسجن لمدة 18 شهرا.[3]
- 1907-1909 - وقوع فضيحة هاردن-يولينبرغ في ألمانيا.[4]
- 1910 - بدأت إيما غولدمان بالحديث علانية لأول مرة لصالح حقوق المثليين. كتب ماغنوس هيرشفلد في وقت لاحق «كانت المرأة الأولى والوحيدة، بل الأمريكية الأولى والوحيدة، التي تدافع عن الحب المثلي أمام عامة الناس».[5]

### عقد 1910
- 1912 - أول إشارة صريحة إلى مثليات الجنس في مجلة تابعة للمورمون عندما أعربت «مجلة المرأة الشابة» عن تقديرها لصافو.[6]
- 1912 - تم تأسيس «اللجنة الإنسانية العلمية في هولندا» (the Scientific Humanitarian Committee of the Netherlands)، من قبل الدكتور جاكوب شرور، وهي أول منظمة هولندية تقوم بحملات مكافحة التمييز ضد المثليين.
- 1913 - استخدمت كلمة شاذ جنسيا (faggot) لأول مرة في طباعة في إشارة إلى مثليين جنسيا في كتاب للمفردات العامية الجنائية نشرت في بورتلاند (أوريغون) : «كل الشواذ [كذا] (المخنثين) سيكونون لابسين ملابس النساء خلال الرقصة الليلة».
- 1917 - قامت الثورة البلشفية في روسيا بإلغاء القانون الجنائي السابق بكامله - بما في ذلك المادة 995. يقال إن زعماء البلاشفة قد قالوا بأن «العلاقات الجنسية المثلية والعلاقات الجنسية المغايرة يتم التعامل معها بشكل سواء بموجب القانون».[7][8]
- 1919 - في برلين، ألمانيا، شارك الدكتور ماغنوس هيرشفلد في تأسيس معهد العلوم الجنسية، وهو معهد رائد للبحوث والاستشارات. دمرت مكتبته على يد النازيين وتم حرق آلاف الكتب في مايو 1933.[9][10][11]
- 1919 - تم إصدار فيلم مختلف عن الآخرين، وهو أحد أول الأفلام المثلية بشكل صريح. ظهر فيه ماغنوس هيرشفلد في لقطة وقد شارك في تمويل انتاجه.

### عقد 1920
- 1921 - فشلت في إنجلترا محاولة لجعل المثلية بين النساء غير قانوني لأول مرة في تاريخ بريطانيا.[12]
- 1922 - دخل قانون جنائي جديد حيز التنفيذ في الاتحاد السوفيييي ما ألغى رسميا تجريم الأفعال الجنسية المثلية وجعلها قانونية.
- 1923 - استخدمت كلمة شاذ (fag) لأول مرة في شكل مطبوع في إشارة إلى المثليين جنسيا في رواية «المتشرد» ل«نيلس أندرسون»: «الجنيات (fairies) أو الشواذ (fagd) هم رجال أو أولاد يستغلون الجنس من أجل الربح.»
- 1923 - نشرت مثلية الجنس إلسا جيدلاو، المولودة في إنجلترا، المجلد الأول من شعر يتحدث علانية الحب المثلي بين النساء في الولايات المتحدة، بعنوان «على خيط رمادي» ("On A Grey Thread").[13]
- 1924 - تأسيس أول منظمة تدافع عن حقوق المثليين جنسياً في أمريكا بواسطة هنري جربر في شيكاغو وهي جمعية حقوق الإنسان. بقيت المجموعة موجودة لبضعة أشهر قبل حلها تحت ضغط الشرطة.[14]
- 1926 - صحيفة نيويورك تايمز أول جريدة رئيسية تستخدم كلمة «المثلية الجنسية».[2]
- 1927 - تم تعيين كارول شيمانوفسكي، المؤلف البولندي المعلن عن كونه مثلي الجنس، رئيساً لمدرسة الموسيقى الوطنية المملوكة للدولة في بولندا، وهي أكاديمية فرايديريك شوبان الموسيقية.
- 1928 - تم نشر رواية بئر العزلة لرادكليف هول في المملكة المتحدة ولاحقًا في الولايات المتحدة. ما اثار جدلا قانونيا كبيرا وجلب موضوع المثلية الجنسية إلى المحادثات العامة.
- 1929 - في 22 مايو، وفاة كاثرين لي بيتس، مؤلفة أغنية «أمريكا الجميلة».
- 1929 - في 16 أكتوبر، صوتت لجنة تابعة للبرلمان الألماني لإلغاء الفقرة 175 التي تجرم العلاقات الجنسية المثلية؛ ولكن صعود النازيين للسلطة منع تنفيذ التصويت.

### عقد 1930
- 1931 - تم إطلاق فيلم الألماني بنات في الزي، وهو واحد من أول الأفلام المثلية بين النساء وأول فيلم مؤيد لمثليات الجنس بشكل علني.
- 1931 - أصبحت دورا ريختر أول امرأة متحوّلة جنسيًا تخضع لجراحة المهبل التجميلية.[15][16]
- 1932 - بولندا تساوي في سن الرشد بين المثليين والمغايرين جنسياً في 15 سنة. لم يجرِم القانون البولندي المثلية الجنسية أبدا، على الرغم من أن الاحتلال الروسي قد حظرها في عام 1835.[17]
- 1933 - الدنمارك تقنن وتشرع (تلغي تجريم) المثلية الجنسية.
- 1933 - حظر الحزب النازي الجماعات المثلية. تم إرسال المثليين إلى معسكرات الاعتقال. حرق النازيون مكتبة معهد العلوم الجنسية لماغنوس هيرشفلد، ودمروا المعهد.(يؤكد بعض الأشخاص، ومنهم سكوت لايفلي (المتهم بجرائم ضد الإنسانية[18])، أن المعارضة النازية للمثلية الجنسية كانت «انتقائية». ومن أجل اضطهاد «أنواع» أخرى من الناس، استخدم الحزب النازي السلوك المثلي عذر مريح، تم التسامح مع النازيين الوفيين، الذين كانوا هم أنفسهم مثليون جنسيا في العلن.[19]) يرفض العلماء والمؤرخون بشكل عام هذا الادعاء.
- 1933 - الفلبين تقنن وتشرع (تلغي تجريم) المثلية الجنسية.[20][21][22]
- 1933 - تم إعادة تجريم الأفعال المثلية الجنسية في الاتحاد السوفييتي، عبر تجريم "muzhelozhstvo" (وهي تعريف روسي محدد ل«الجماع بين الذكور»، حرفيا «رجل ينام مع رجل»)، يعاقب عليها بالسجن لمدة تصل إلى 5 سنوات - وأكثر إذا كان هناك إكراه أو إشراك للأطفال في العلاقة الجنسية.[23]
- 1934 - الأوروغواي تقنن وتشرع (تلغي تجريم) المثلية الجنسية.
- 1936 - افتتاح " Mona's 440 Club"، وهو أول حانة لمثليات الجنس في أمريكا، في سان فرانسيسكو في عام 1936. ارتدت فيها النادلات والنساء العارضات ملابس سهرة وارتدي روادها والزبائن أدوارهم.[24][25]
- 1936 - إعدام الشاعر الإسباني مثلي الجنس فيديريكو غارثيا لوركا رميا بالرصاص، في بداية الحرب الأهلية الإسبانية.
- 1937 - أول استخدام للمثلث الوردي لتمييز اللرجال المثليين في معسكرات الاعتقال النازية.
- 1938:- استُخدمت كلمة «مثلي» (gay) لأول مرة في فيلم في إشارة إلى المثلية الجنسية.[26]
- 1939 - نشرت فرانسيس ف. رومل، وهي معلمة بالفرنسية في كلية ستيفنس، سيرة ذاتية تحت عنوان ديانا: سيرة ذاتية غريبة. كانت أول سيرة ذاتية لمثليات الجنس بشكل صريح تنتهي فيها امرأتان بسعادة معًا. نُشرت هذه السيرة الذاتية مع ملاحظة تقول: «يرغب الناشرون في أن يفهموا صراحة أن هذه قصة حقيقية، وهي الأولى من نوعها المعروضة على الجمهور العام للقراءة».[27]
- 1940 - حقوق المثليين في ايسلندا|آيسلندا]] تقنن وتشرع (تلغي تجريم) المثلية الجنسية.
- 1940 - تم حل «اللجنة الإنسانية العلمية في هولندا» (the Scientific Humanitarian Committee of the Netherlands) في هولندا في مايو بسبب الغزو الألماني، وتم تدمير معظم أرشيفها طواعية، في حين تم مصادرة الباقي من قبل الجنود النازيين.

### عقد 1940
- 1941 - تم استخدام مصطلح تغيير الجنس لأول مرة في إشارة إلى المثلية الجنسية وازدواجية التوجه الجنسي.
- 1942 - سويسرا تقنن وتشرع (تلغي تجريم) المثلية الجنسية، مع تحديد سن الرشد بـ20 سنة.
- 1944 - السويد تقنن وتشرع (تلغي تجريم) المثلية الجنسية، مع تحديد سن الرشد عند 20 سنة.
- 1945 - ينتهي الهولوكوست وتشير التقديرات إلى أن ما بين حوالي 3000 إلى حوالي 9000 من مثلي الجنس توفوا في معسكرات الاعتقال النازية ومعسكرات الإبادة، في حين تشير التقديرات إلى أن ما بين حوالي 2000 إلى حوالي 6000 من مثلي الجنس الناجين من معسكرات الاعتقال والموت النازية أكملوا قضاء المدة الكاملة لأحكام حبسهم بموجب الفقرة 175 في السجن.
- 1945 - تم افتتاح أول حانة المثليين في برلين ما بعد الحرب العالمية الثانية في صيف عام 1945، وحدثت أول رقصة رجال لابسين ملابس النساء في القطاع الأمريكي من برلين الغربية في خريف عام 1945.[28]
- 1945 - كون أربعة من قدامى المحاربين مثلي الجنس تمت إقالتهم بشرف جمعية محاربي القدامى الخيريين، وهي أول جمعية للمحاربين القدامى من مجتمع المثليين.[29]
- 1945 - تم افتتاح حانة المثليين "Yanagi" في اليابان.[30]

")*1946 - سي او سي الهولندية (اختصار هولندي لـ "مركز الثقافة والترفيه" بالعربية)، وهي واحدة من أقدم المنظمات المثلية، تأسست في هولندا. وهي أقدم منظمة ناشطة للدفاع عن حقوق مجتمع المثليين.
- 1947 - والعكس بالعكس، (بالإنجليزية: Vice Versa)‏ أول مجلة لمثليات الجنس في أمريكا الشمالية يتم كتابتها ونشرها ذاتيًا من قبل ليزا بين (واسمها الحقيقي إيديث إيدي) في لوس أنجلوس.
- 1948 - جمعية تحالف 1948 (بالدنماركية: Forbundet af 1948)، التي تدافع عن حقوق مجتمع المثليين تتشكل في الدنمارك.
- 1948 - السلطات الشيوعية في بولندا تمنح سن 15 سنة لكل الأعمال الجنسية، سواء مثلية أو مغايرة.
- 1950 - منظمة المساواة الجنسية، والتي تعرف الآن باسم الاتحاد السويدي لحقوق المثليات والمثليين ومزدوجي التوجه الجنسي والمتحولين جنسيا (RFSL)، تتشكل في السويد.
- 1950 - ألغت ألمانيا الشرقية جزئيا تعديلات النازيين للفقرة 175 التي تجرم المثلية الجنسية.
- 1950 - تأسست جمعية ماتاشاين، وهي أول جماعة أمريكية لاتزال قائمة وموجودة تدافع عن حقوق المثليين، في لوس أنجلوس في 11 نوفمبر. *1950 - بداية ذعر لافندر بعدما تم فصل 190 شخصًا من الولايات المتحدة من العمل الحكومي بسبب ميولهم الجنسية.

### عقد 1950
- 1951 - اليونان تقنن وتشرع (تلغي تجريم) المثلية الجنسية.
- 1951 - تم تنقيح ومراجعة القانون الجنائي في الأردن في عام 1951، تم تقنين العلاقات الجنسية المثلية التوافقية الخاصة، بين البالغين، وغير التجارية، مع تحديد سن الرشد عند 16 سنة.
- 1952 - تم نشر رواية نار الربيع، وهي من أوائل الروايات الخاصة بمثليات الجنس، وبداية أدب مجلات اللب الخاص بمثليات الجنس عام 1952 وباعت 1.5 مليون نسخة.[31][32] تمت كتابتها من قبل مثلية الجنس ماريان ميكير تحت الاسم المستعار فين باكر.
- 1952 - في ربيع عام 1952، ألقي القبض على دايل جينينغز في لوس أنجليس بدعوى محاولة اغواء ضابط شرطة في حمام في متنزه ماكآرثر. جذبت محاكمته الاهتمام الوطني لجمعية ماتاتشين، وزادت العضوية فيها بشكل كبير بعد أن طعن جينينغز في الاتهامات، مما أدى إلى هيئة محلفين معلقة دون حكم.[33]
- 1952 - أصبحت كريستين يورجينسن أول شخص يتم نشر حكايته على نطاق واسع لإجراء جراحة تغيير الجنس، في هذه الحالة، من ذكر إلى أنثى، مما خلق متابعة عالمية لحكايتها.
- 1952 - في اليابان، تم إطلاق مجلة المثلية الجنسية «أدونيس» مع الكاتب ميشيما يوكيو كمساهم.
- 1953 - تأسست مؤسسة ديانا في 19 مارس 1953 في هيوستن، في تكساس من قبل مجموعة صغيرة من الأصدقاء. مؤسسة ديانا هي منظمة غير ربحية ومعترف بها كأقدم منظمة مثلية نشطة باستمرار في الولايات المتحدة وتستضيف حدثين سنويين لجمع التبرعات بما في ذلك حفل جوائز ديانا.[34]
- 1954 - أقدم في 7 يونيو عبقري الرياضيات والأب الروحي لعلوم الحاسوب آلان تورينغ على الانتحار بسم سيانيد، بعد 18 أشهر من الزامه بالاختيار بين عامين في السجن أو الحد من الرغبة الجنسية عبر العلاج الهرموني لمدة عام عقابا على مثليته الجنسية.[35] تمت بعده محاكمة عدة رجال معروفين، بما في ذلك لورد مونتاجيو، مايكل بيت- ريفرز وبيتر وايلدبلاد أدينوا، بجرائم تتعلق بالمثلية الجنسية في محاولة للشرطة البريطانية لتطهير مثلي الجنس من طبقة النبلاء.[36]
- 1954 تم تشكيل أركادي، المجموعة الأولى التي تدافع عن حقوق مجتمع المثليين في فرنسا.
- 1955 - تم تأسيس جمعية «بنات بيليتس» (Daughters of Bilitis) في سان فرانسيسكو من قبل أربعة من الأزواج المثليات (بما فيهن ديل مارتن و فيليس ليون) وكانت أول منظمة وطنية سياسية واجتماعية لمثليات الجنس في الولايات المتحدة. تم أخذ اسم المجموعة من «أغاني البيليتس»، وهي موسيقى ذات مواضيع مثلية بين النساء للشاعر الفرنسي بيير لويس، والتي وصفت شخصية بيليتس الخيالية بأنها مقيمة في جزيرة لسبوس إلى جانب صافو. شملت أنشطة الجمعية استضافة المنتديات العامة حول المثلية الجنسية، وتقديم الدعم للمثليات المنعزلات والمتزوجات والأمهات، والمشاركة في الأنشطة البحثية.[37]
- 1955 - تأسيس فرع نيويورك لجمعية ماتاشاين.
- 1956 - تايلاند تقنن وتشرع (تلغي تجريم) المثلية الجنسية.
- 1957 - صاغ الطبيب الأمريكي هاري بنجامين كلمة المتحول جنسيا.
- 1957 - يوصي تقرير وولفيندن بعدم تجريم العلاقات الجنسية المثلية الطوعية بين البالغين في المملكة المتحدة.
- 1957 - تنشر أخصائية علم النفس إيفلين هوكر دراسة تبين أن الرجال المثليين جنسيا يتأقلمون ويتفاعلون بشكل جيد كالرجال غير المثليين جنسياً، والذي أصبح عاملاً رئيسياً في إزالة الجمعية الأمريكية للأطباء النفسيين للمثلية الجنسية من دليل الاضطرابات في عام 1973.
- 1957 - نشرت صورة فنان الشبقية المثلية توم الفنلندي لأول مرة على غلاف مجلة "Physique Pictorial" في لوس أنجلوس.[38]
- 1958 - تأسست جمعية إصلاح القانون المثلي في المملكة المتحدة.
- 1958 - اوجدت باربارا غيتينغز فرع نيويورك لجمعية «بنات بيليتس».
- 1958 - حكمت المحكمة العليا للولايات المتحدة لصالح مجلة للمثليين والمثليات باستخدام التعديل الأول من الدستور الأمريكي، وهي المرة الأولى التي تصدر فيها المحكمة العليا للولايات المتحدة حكمًا في قضية تتضمن على المثلية الجنسية.
- 1958 - تم افتتاح أول حانة لعشاق الجلد للمثليين (gay leather bar)، وهي «جولد كوست»، في شيكاغو.
- 1959 - بثت قناة آي تي في أول دراما عن المثلية الجنسة، «الجنوب»(South)، بطولة «بيتر وينغارد».[39]
- 1959 - أول انتفاضة لمثلي الجنس في الولايات المتحدة الأمريكية تحدث في «كوبر دونتس» (Cooper Doughnuts) في لوس أنجلوس. تم اعتقال المتظاهرين من قبل شرطة لوس أنجلوس.[40]
- 1960 - أصبحت العريفتان «فاني ماي كلاكوم» ("Fannie Mae Clackum") و «غرايس غارنر» ("Grace Garner")، وهما قوات الاحتياط التابعة للقوات الجوية الأمريكية في أواخر الأربعينيات وأوائل الخمسينيات، أول من نجح في تحدي إقالتهم من الجيش الأمريكي لكونهما مثليتي الجنس، على الرغم من أن الحكم استند إلى عدم وجود أدلة كافية لإظهار المرأتين كانتا مثليتين بدلا من كون أنه لبس هناك عيب في ذلك إذا كانتا مثليتين جنسيا بالفعل.[41]

### عقد 1960
- 1961 - تشيكوسلوفاكيا تقنن وتشرع (تلغي تجريم) المثلية الجنسية.
- 1961 - المجر تقنن وتشرع (تلغي تشريع) المثلية الجنسية
- 1961 - أعلن الفاتيكان أن أي شخص «تحس بالميل المنحرف» تجاه المثلية لا ينبغي السماح له بأخذ الوعود الدينية أو تكريسه كقسيس أو كراهبة داخل الكنيسة الكاثوليكية الرومانية.
- 1961 - تمّ بث الفيلم الوثائقي الأول المرفوض، وهو أول فيلم وثائقي عن المثلية الجنسية، قناة تلفزيونية في سان فرانسيسكو في 11 سبتمبر 1961.
- 1961 - أصبح خوسيه ساريا أول مرشح مثلي الجنس علنا في الولايات المتحدة عندما ترشح لمجلس المشرفين في مدينة سان فرانسيسكو.[42]
- 1961 - أصبحت إلينوي أول ولاية أمريكية تقوم بإزالة قانون اللواط من قانونها الجنائي من خلال تمرير لقانون عقوبات جديد. في حين أن القانون الذي تم تبنيه لم يعاقب العلاقات الجنسية الخاصة، إلا أنه يجرم أعمال «خدش الحياء العام».[43][44]
- 1963 - قررت إسرائيل إلغاء بحكم الأمر الواقع تجريم اللواط والأفعال الجنسية بين الرجال بموجب قرار قضائي ضد تطبيق هذا القانون في قانون الانتداب البريطاني القديم من عام 1936 (والذي لم يتم تطبيقه في السابق).

1964 - تأسيس كندا أول منظمة تدافع عن المثليين جنسياً، "ASK"، وتأسيس أول مجلة للمثليين: "ASK Newsletter" (في فانكوفر)، ومجلة "Gay" (في تورونتو). كانت مجلة "Gay" أول دورية تستخدم مصطلح "Gay" في العنوان وتوسعت بسرعة، بما في ذلك تفوق توزيع المنشورات الأمريكية تحت اسم "Gay International". وتبعتها ذلك بسرعة مجلة "Two".
- 1964 - أسس «تيد نورتو» في كندا في مارس 1964، جمعية «المحكمة الإمبراطورية في كندا»، وهي مجتمع ملكي يتكون أساسا من شخصيات ممثلين يلبسن ملابس نسائية، وأصبحت الجمعية قوة دافعة في الجهود الرامية إلى تحقيق المساواة للمثليين في كندا. لدى الجمعية الآن أكثر من 14 فرعًا في جميع أنحاء البلاد وهي أقدم منظمة للمثليين تعمل باستمرار في كندا.
- 1964 - التقطت أول صورة لمثليات الجنس على غلاف مجلة «ذي لادر» في سبتمبر 1964، حيث ظهرت امرأتان في الخلف، على شاطئ ينظران إلى البحر.
- 1965 - جورج كليبرت، هو آخر شخص تم سجنه في كندا بسبب المثلية الجنسية، تم اعتقاله بتهمة ممارسة الجنس بالوافقة وبالسرية مع الرجال. بعد أن تم تقييمه بأنه «مثلي جنسيا غير قابل للشفاء»، فإنه محكوم عليه بـ «الاحتجاز الوقائي» لأجل غير مسمى كمجرم جنسي خطير. وقد اعتبر العديد من الكنديين هذا الأمر هوفوبي للغاية، وكتب البعض مقالات متعاطفة في عدة جرايد كندية، مما أدى في النهاية إلى زيادة الدعوات إلى الإصلاح القانوني في كندا وإلغاء تجريم المثلية الجنسية والذي تم إصداره عام 1969، ولكن كليبرت بقي في السجن حتى سنة 1971 رغم إلغاء تجريمها.[47]
- 1965 - تظاهر عديد من المثليين والمثليات الذين ارتدوت ملابس متحفظة خارج قاعة الاستقلال في فيلادلفيا في 4 يوليو 1965. كان هذا هو الأول في سلسلة من وقفات التذكير السنوية التي جرت حتى عام 1969.
- 1966 - جمعية ماتاتشين تقوم بإعداد «شرب تعسفي» في بار جوليوس في مدينة نيويورك لتحدي هيئة الخمور بولاية نيويورك التي تحظر تقديم الكحول للمثليين.
- 1966 - تم تأسيس مؤتمر التخطيط الوطني للمنظمات الهوموفيلية (ليصبح مؤتمر أمريكا الشمالية للمنظمات الهوموفيلية في وقت لاحق من ذلك العام).
- 1966 - وقع أعمل شغب كافتيريا كومبتون في أغسطس 1966 من قبل النساء المتحولات جنسيا في مدينة سان فرانسيسكو. هذه الحادثة كانت واحدة من أول احتجاجات المتحولين جنسياً في تاريخ الولايات المتحدة، وهي تسبق أعمال شغب ستونوول الأكثر شهرة في 1969 في مدينة نيويورك بمدة ثلاث سنوات.
- 1966 - ليلي فينسينز هي أول مثلية تظهر على غلاف مجلة «ذي ليدر» مع ظهور وجهها في يناير 1966.
- 1966 - نظم ائتلاف من المنظمات المثلية مظاهرات في يوم القوات المسلحة احتجاجًا على استبعاد مجتمع المثليين من الخدمة العسكرية الأمريكية. عقد الائتلاف في لوس انجليس موكب سيارات من 15 سيارة، والذي تم تحديده كأول مسيرة فخر المثليين في البلاد.[48]
- 1967 - تمت مداهمة «حانة القطة السوداء» في لوس أنجلوس في رأس السنة الجديدة على يد 12 ضابط شرطة يرتدون ملابس مدنية اعتدوا بالضرب واعتقلوا بعض موظفي ورواد الحانة. أشعلت المداهة سلسلة من الاحتجاجات التي بدأت في 5 يناير 1967، والتي نظمتها PRIDE (الحقوق الشخصية في الدفاع والتعليم). وهو أول استخدام لمصطلح «الفخر» الذي أصبح مرتبطًا بحقوق المثليين.
- 1967 - نشر العدد الأول من مجلة ذا أدفوكيت في سبتمبر / أيلول تحت عنوان «لوس أنجيليس أدفوكيت»، وهي نشرة إخبارية محلية تنبه رجال مثليي الجنس إلى مداهمات الشرطة على حانات المثليين في لوس أنجلوس.
- 1967 - ألغى قانون الجرائم الجنسية 1967 تجريم الأفعال الجنسية المثلية في السر بين رجلين عمرهما أكثر من 21 سنة من العمر في إنجلترا وويلز.[49] لم ينطبق القانون على اسكتلندا، أيرلندا الشمالية ولا جزر القنال الإنجليزي.
- 1967 - كتاب «السلوك المثلي بين الذكور» بقلـم وينرايت تشرشل يفسح المجال كدراسة علمية تقترب من المثلية الجنسية كحقيقة من حقائق الحياة ويعرض مصطلح "homoerotophobia"، وهو مصطلح قديم لرهاب المثلية.
- 1967 - مكتبة أوسكار وايلد، أول محل مخصص لبيع المثليين في العالم، يفتح في مدينة نيويورك
- 1967 تم إنشاء «عالمنا» ("Nuestro Mundo")، في الأرجنتين، وهي أول جمعية للمثليين اللاتينيين الأمريكيين.
- 1967 - مداهمة على حانة القطة السوداء في لوس أنجلوس، في كاليفورنيا تعزز النشاط والحراك في حقوق المثلية.
- 1967 - رابطة الطلبة الهوموفيليين في جامعة كولومبيا هي أول مجموعة طلاب مثليين معترف بهم من الناحية المؤسسية في الولايات المتحدة.
- 1968 - تم تخفيف الفقرة 175 في ألمانيا الشرقية من أجل إلغاء تجريم الأفعال الجنسية المثلية فوق سن 18 سنة.
- 1968 - بلغاريا تقنن وتشرع (تلفي تجريم) المثلية الجنسية بين البالغين.
- 1968 - في لوس أنجلوس، بعد القبض على اثنين من زبائنها، نظّم مالك حانة «البقعة» لي جلاز الزبائن الآخرين للتحرك إلى مركز الشرطة. وبعد شراء متجر لبيع الزهور قريب، قام المتظاهرون بالوقوف خترج المركز، وزرعوه بالورود وأطلقوا سراح الرجال المعتقلين.[48]
- 1969 - وقعت أعمال شغب ستونوول في مدينة نيويورك.
- 1969 - تم تخفيف الفقرة 175 في ألمانيا الغربية.
- 1969 - كندا تقنن وتشرع (تلغي تجريم) المثلية الجنسية، عبر تمرير ك-150. وقالبيير ترودو، رئيس وزراء كندا حينها، قوله: «ليس للدولة أي مكان في غرف نوم الأمة»؛
- 1969 - بولندا تلغي تجريم الدعارة المثلية.
- 1969 - تأسيس فرع أسترالي لجمعية بنات بيليتيس في ملبورن، وهي تعتبر أول منظمة لحقوق المثليين في أستراليا.
- 1969 - في 31 كانون الأول / ديسمبر 1969، أقيمت فرقة «الكوكات» عرضا لأول مرة في مسرح القصر في حي نورث بيتش في مدينة سان فرانسيسكو.
- 1970 - إقامة أول «مسيرة يوم تحرير المثليين» في مدينة نيويورك.
- 1970 - إقامة أول مسيرة فخر المثليين في مدينة نيويورك
- 1970 - إقامة أول «غاي إن» في سان فرانسيسكو
- 1970 - كتب كارل ويتمان "قائمة مطالب المثليين "A Gay Manifesto" [50][51]
- 1970 - تم تشكيل «الحملة ضد الاضطهاد الأخلاقي» في أستراليا.[52][53]
- 1970 - تشكيل فرقة العمل المعنية بتحرير المثليين تحت جمعية المكتبات الأمريكية. تُعرف هذه المنظمة حاليًا باسم "GLBT Round Table"، وهي أقدم منظمة مهنية للمثليين في الولايات المتحدة.[54]
- 1970 - في نوفمبر، وقعت أول مسيرة لحقوق المثليين في المملكة المتحدة في هايبري فيلدز بعد اعتقال أحد الناشطين من الشباب الليبراليين بتهمة الإزعاج.[55]

### عقد 1970
- 1971 - تم تشكيل سوسايتي فايف وهي منظمة حقوق مثلي الجنس في ملبورن في أستراليا.
- 1971 - النمسا تقنن وتشرع (تلغي تجريم) المثلية الجنسية.
- 1971 - كوستاريكا تقنن وتشرع (تلغي تجريم) المثلية الجنسية.
- 1971 - فنلندا تقنن وتشرع (تلغي تجريم) المثلية الجنسية.
- 1971 - ألغت ولاية كولورادو قوانين السدومية
- 1971 - ألغت ولاية أوريغون قوانين السدومية.
- 1971 - ألغت ولاية أيداهو قوانين السدومية. ولكن سرعان ماأعادته بسبب الغضب من قبل المورمون والكاثوليك.[56][57]
- 1971 - تغير هولندا سن الرضا في العلاقات الجنسية المثلية إلى 16 سنة، ليتساوى مع سن الرضا في العلاقات الجنسية المغايرة.
- 1971 - يدعو الحزب الليبرتاري الأمريكي إلى إلغاء جميع قوانين الجريمة بلاضحية، بما في ذلك قوانين اللواط.
- 1971 - يصبح الدكتور فرانك كاميني أول مرشح مثلي الجنس في الكونجرس الأمريكي. لكنه لم يفز في ترشيحه هذا
- 1971 - أسست جامعة ميشيغان أول مكتب برامج جامعي خاص بمجتمع المثليين، المعروف حينها باسم «مكتب المحامي عن المثليين».
- 1971 - تم الاعتراف بجبهة تحرير المثليين البريطانية كحركة سياسية في الصحافة الوطنية، وكانت تعقد اجتماعات أسبوعية يجتمع فيها مابين 200 إلى 300 شخص.[58]
- 1971 - تم الإفراج عن جورج كليبرت من السجن، وهو آخر رجل سجن بسبب المثلية الجنسية في كندا.
- 1971 - خلال مؤتمر في جامعة كاليفورنيا الأمريكية بعنوان «المثليين في أمريكا» أصبحت بيتي بيرزون أول معالجة نفسية في البلاد تعلن عن كونها مثلية الجنس.[59]
- 1971 - الأولاد في الرمال هو أول فيلم إباحي لمثلي الجنس يتضمن أسماء ممثلين، ويحقق نجاحا، ليتم مراجعته من قبل مجلة فارايتي (مجلة)،[60] وهو واحد من أقدم الأفلام الإباحية، بعد الفيلم الأزرق عام 1969 لآندي وارهول، يحصل على مصداقية رئيسية،[61][62][63][64] وتمت للفيلم حملة إعلانية لم يسبق لها مثيل لفيلم إباحي، عرض لأول مرة في مدينة نيويورك في عام 1971 وكان نجاحًا نقديا وتجاريًا فوريًا.[65]
- 1972 - أصبحت السويد أول دولة في العالم تسمح للمتحولين جنسياً بتغيير جنسهم قانونياً، وتوفر العلاج الهرموني المجاني.[66]
- 1972 - النرويج تقنن وتشرع (تلغي تجريم) المثلية الجنسية.
- 1972 - ألغت هاواي قوانين اللواط.
- 1972 - أصبحت كل من مدينتي إيست لانسنغ وآن آربر في ولايةميشيغان ومدينة سان فرانسيسكو في كاليفورنيا أول المدن التي مررت قوانين محلية تحمي المثليين جنسيا في الولايات المتحدة.
- 1972 - أصبح جيم فوستر، من مدينة سان فرانسيسكو وماديلاين ديفيس، من مدينة بوفالو، في ولاية نيويورك أول مبعوث مثلي الجنس ومثلية الجنس إلى المؤتمر الديمقراطي، في ميامي، في ولاية فلوريدا.
- 1972 - تم كتابة وتسجيل النشيد الأول للمثليين جنسيا «أمة ساونوول» (Stonewall Nation) من قبل مادلين ديفيس وتم إنتاجه على 45 دورة في الدقيقة سجل من قبل جمعية ماتاشاين.
- 1972 - «المثلية الجنسية عند النساء 101»، أول دورة المثلية الجنسية عند النساء في الولايات المتحدة الأمريكية تم تدريسها في جامعة بوفالو من قبل مارغريت سمول ومادلين ديفيس.
- 1972 - شاركت جين مانفورد، مع ابنها مثلي الجنس، والناشط في مجال حقوق المثليين، مورتي مانفورد، في مسيرة يوم كريستوفر ستريت في نيويورك. كان هذا هو أصل تأسيس جمعية الآباء أولياء وأفراد عائلات وأصدقاء المثليات والمثليين جنسيا وهي إحدى أهم الجمعيات الحليفة لمجتمع المثليين من قبل مغايري الجنس.[67]
- 1972 أصبحت نانسي ويشسلير أول شخص مثلي أو مثلية الجنس علنا في مكتب سياسي في أمريكا؛ بعدمة تم انتخابها لمجلس مدينة آن آربور في عام 1972 كعضو في حزب حقوق الإنسان وأعلنت عن مثليتها الجنسية خلال فترة ولايتها الأولى والوحيدة هناك.[68]
- 1972 - أصبحت كاميل ميتشل أول مثلية معلنة عن مثليتها تُمنح حضانة أطفالها في قضية طلاق، على الرغم من أن القاضي قصر هذا الترتيب من خلال منع شريكة السيدة ميتشل من السكن معها والأطفال في نفس البيت.[69]
- 1972 أصبحت فريدا سميث أول قسيسة معلنة عن كونها مثلية في كنيسة متروبوليتان كوميونيتي (كما كانت أيضا أول قسيسة امرأة للكنسية).[70][71]
- 1972 - تأسس بيث خايم خاداشيم كأول كنيس في العالم للمثليين والمثليات يعترف به المجتمع اليهودي الإصلاحي.[72]
- 1972 أصدرت لجنة تابعة لجمعية الأصدقاء الدينية، وهي لجنة أصدقاء مزدوجي التوجه الجنسي، «بيان إيثاكا حول ازدواجية التوجه الجنسي»، الذي يدعم مزدوجي التوجه الجنسي.[73] البيان، الذي ربما كان «أول إعلان عام للمثليين جنسيا» و «كان بالتأكيد أول بيان حول ازدواجية الميول الجنسية أصدرته جمعية دينية أميركية»، ظهر في مجلة تابعة لجمعية الأصدقاء الدينية ومجلة ذا أدفوكيت في عام 1972.[74][75][76] اليوم لدى جمعية الأصدقاء الدينية آراء مختلفة حول مجتمع المثليين وحقوق المثليين، مع قبول بعض مجموعات هذه الطائفة الدينية لهم أكثر من غيرهم.[77]
- 1972 - أصبح جون هوسبرز أول شخص معلن عن كونه مثلي الجنس يترشح لرئاسة الولايات المتحدة، وبعد ذلك أول من حصل على تصويت انتخابي في المجمع الانتخابي.[78]
- 1973 - مالطا تقنن وتشرع (تلغي تجريم) المثلية الجنسية.
- 1973 - في 15 أكتوبر/تشرين الأول، أعلن المجلس الأسترالي والنيوزيلندي للطب النفسي الاتحادي أن المثلية ليست مرضاً وهو أول هيئة من هذا النوع تفعل ذلك في العالم.
- 1973 - في ديسمبر أزالت الجمعية الأمريكية للأطباء النفسيين المثلية الجنسية من في الدليل التشخيصي والإحصائي للاضطرابات العقلية (DSM-II)، يستند ذلك إلى حد كبير على البحث والنشاط والحراك من قبل الطبيبة النفسية مغايرة الجنس إيفلين هوكر.
- 1973 - عقد أول اجتماع رسمي لجمعية الآباء أولياء وأفراد عائلات وأصدقاء المثليات والمثليين جنسيا في 26 مارس 1973 في كنيسة ميتروبوليتان دووان الميثودية في قرية غرينتش (والتي تعرف الآن بكنيسة القرية). وحضر ما يقرب من 20 شخصًا، بما في ذلك مؤسّسة الجمعية جين مانفورد وزوجها جولز وابنها مورتي، ومؤسس كنيسة ميتروبوليتان كوميونيتي الكاهن تروي بيري، وغيره.
- 1973 - في ألمانيا الغربية، تم تخفيض سن الرضا بالنسبة للمثليين جنسياً إلى 18 (على الرغم من أنه 14 بالنسبة للمغايرين جنسياً).
- 1973 - أصبحت سالي ميلر غيرهارت أول امرأءة مثلية تتولى وظيفة مدرس دائم عندما تم التعاقد معها من قبل جامعة سان فرانسيسكو، حيث ساعدت في تأسيس واحدة من أولى البرامج الدراسية حول النساء والجندرية في البلد.[79]
- 1973 - أصدرت لافندر كانتري، وهي فرقة موسيقى أمريكية، ألبومًا بعنوان "لافندر كانتري"" وهو أول ألبوم معروف للمثليين جنسياً في تاريخ موسيقى كانتري.[80]
- 1974 - ألغت ولاية أوهايو قوانين اللواط.
- 1974 - أصبحت كاثي كوزاتشينكو أول امرأة أمريكية مثلية الجنس يتم انتخابها لمنصب عام عندما فازت بمقعد في مجلس مدينة آن آربور بولاية ميشيغان.[81]
- 1974 - في مدينة نيويورك، أسس الدكتور فريتز كلاين «منتدى مزدوجي التوجه الجنسي»، وهي أول مجموعة دعم لمجتمع مزدوجي التوجه الجنسي.
- 1974 - أصبحت إلين نوبل ثاني أميركية مثلية الجنس تنتخب لمنصب عام عندما فازت بمقعد في مجلس النواب لولاية ماساتشوستس. متأثرا بنوبل، قام المشرع من ولاية مينسوتا ألان سبيبر بالإفصاح عن ميوله المثلية في مقابلة صحفية.
- 1974 - أسس روبرت جرانت «القضية المسيحية الأمريكية» لمعارضة "أجندة المثليين"، بداية التسييس المسيحي الحديث في أمريكا.
- 1974 - في لندن، تم فتح أول خط مساعدة هاتفي مفتوح للمثليين.
- 1974 - تم القبض على أربعة برونزوييك في 5 يناير 1974، في تورونتو، في كندا. هذا الحادث الذي يعتبر حادث سببه رهاب مثليات الجنس يزيد من نشاط مجتمع المثليين في تورنتو.[82]
- 1974 - تأسست فرقة الاشتراكية الوطنية (أو الحزب النازي المثلي) في لوس أنجلوس، في كاليفورنيا.
- 1974 - ، افتتح أرشيف قصص المثليات للجمهور في شقة في نيويورك من الشريكتين المثليتين جوان نستلي وديبورا إديل وكان لدى الأرشيف حينها أكبر مجموعة من المواد في العالم من قبل وحول مثليات الجنس ومجتمعهن.[83]
- 1974 - أصبحت أنجيلا مورلي أول شخص معلن عن كونه متحول جنسي تترشح لجائزة الأوسكار، عندما تم ترشيحها لواحد في فئة أفضل موسيقى، ونسخة أغنية أصلية لفيلم لأمير الصغير (1974)، ترشيح شاركته مع عديدين آخرين.
- 1975 - تم تقنين على المثلية الجنسية في كاليفورنيا بسبب مشروع قانون الموافقة على ممارسة الجنس بين البالغين، الذي تم تأليفه وتمريره بنجاح في مجلس نواب للولاية من قبل عضوه ويلي براون من سان فرانسيسكو.
- 1975 - أصبحت جنوب أستراليا أول ولاية في أستراليا تقنن وتشرع العلاقات الجنسية المثلية بين بالغين في الأماكن الخاصة.
- 1975 أصبح ليونارد ماتلوفيتش، وهو رقيب تقني في القوات الجوية للولايات المتحدة، أول عضو أمريكي مثلي في الخدمة العسكرية يفصح عن ميوله المثلية بنفسه بقصد إلى محاربة حظره.
- 1975 - أصبحت بنما البلد الثاني في العالم الذي يسمح للمتحولين جنسياً الذين خضعوا لعملية إعادة تحديد الجنس للحصول على وثائقهم الشخصية التي تعكس جنسهم الجديد.
- 1975 - تبدأ المجلة البريطانية غاي لفت النشر.[84]
- 1975 - أصبحت منيابولس أول مدينة في الولايات المتحدة تمرر تشريعات لحماية الحقوق المدنية للأشخاص المتحولين جنسيا.[85]
- 1975 كليلا رولكس، وهو موظف عمومي في مقاطعة بولدر، كولورادو، يصدر أول تراخيص زواج المثليين في الولايات المتحدة، وقد أصدر أولهم لديف ماكورد وديف زامورا، في 26 آذار 1975.[86] تم عقد ستة زيجات مثلية نتيجة لإصدار تراخيص، ولكن تم إلغاء جميع الزيجات في وقت لاحق من ذلك العام.[86]

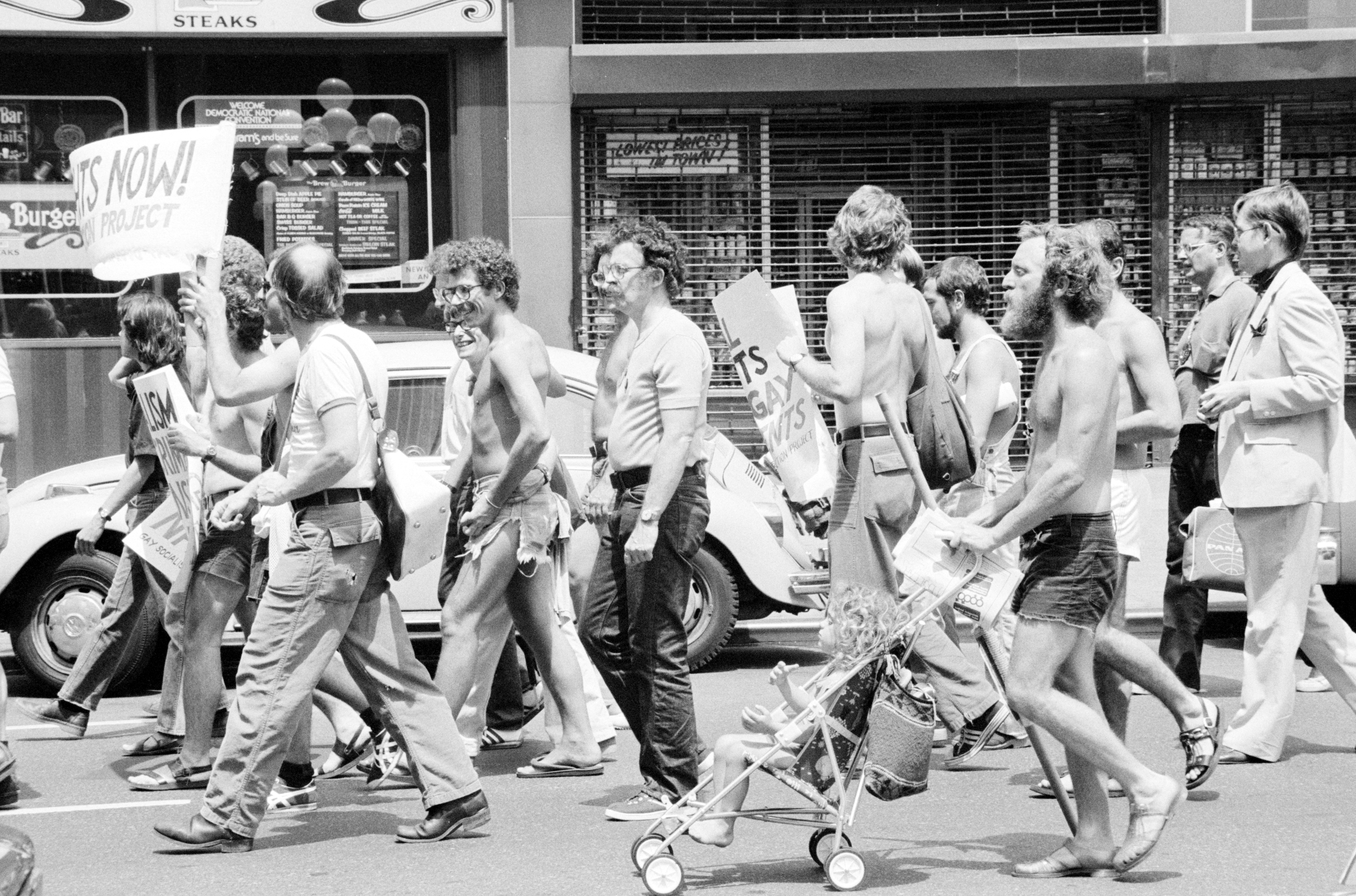
ناشطون في حقوق المثلية الجنسية يتظاهرون في مدينة نيويورك عام 1976.

- 1976 - كرواتيا تقنن وتشرع (تلغي تجريم) المثلية الجنسية.
- 1976 - الجبل الأسود تقنن وتشرع (تلغي تجريم) المثلية الجنسية.
- 1976 - سلوفينيا تقنن وتشرع (تلغي تجريم) المثلية الجنسية.
- 1976 - قامت مقاطعة العاصمة الأسترالية بإلغاء تجريم المثلية الجنسية بين البالغين بالتراضي في الأماكن الخاصة وتساوي في سن الرشد بين العلاقات الجنسية المثلية والعلاقات الجنسية المغايرة.
- 1976 - «روبرت جرانت» يؤسس «الصوت المسيحي» ليأخذ حملته ضد المثلية الجنسية إلى مستوى وطني في الولايات المتحدة.
- 1976 - تم إنشاء كل من «ائتلاف إصلاح القانون المثلي» و«مجموعة المعلمين المثليين» في أستراليا
- 1976 أعيد انتخاب عضو البرلمان في ولاية مينيسوتا، مثلي الجنس ألان سبير.
- 1976 - الدانمارك تساوي في سن الرشد بين العلاقات الجنسية المثلية والعلاقات الجنسية المغايرة.
- 1976 - تم تأسيس «جمعية تحرير المثليين» في اليابان.
- 1977 - تم انتخاب هارفي ميلك مشرفًا على مقاطعة المدينة في سان فرانسيسكو، ليصبح خامسس أمريكي مثلي الجنس يتم انتخابه لمنصب عام.
- 1977 - مقاطعة داد في فلوريدا تسن قانون حقوق الإنسان؛ ولكن تم إلغاؤه في نفس العام بعد حملة شديدة ضد حقوق المثليين بقيادة أنيتا براينت.

1977 - أصبحت كيبيك أول ولاية قضائية (مقاطعة) أكبر من مدينة أو محافظة في العالم تحظر التمييز القائم على أساس التوجه الجنسي في القطاعين العام والخاص.
- 1977 - المؤلف الويلزي جيفري ويكس ينشر «الخروج».[87]
- 1977 - نشر العدد الأول من «غايزويك»، الأسبوعية الرئيسية الأولى لمثلي الجنس في مدينة نيويورك.
- 1977 - داهمت الشرطة منزلا خارج بوسطن ما يثير غضب مجتمع المثليين هناك، وردا على ذلك تم تشكيل لجنة بوسطن بويز.[88]
- 1977 - أصبحت آن هولمز أول قسيسة معلنة عن كونها مثلية الجنس يتم تعيينها من قبل كنيسة المسيح المتحدة.[89]
- 1977 - أصبحت إلين باريت أول قسيسة معلنة عن كونها مثلية الجنسية مكرسة من قبل الكنيسة الأسقفية الأمريكية (خدمت في أبرشية نيويورك).[90][91]
- 1977 - تم نشر أول رواية من أدب الغموض تتحدث عن المثلية الجنسية بين النساء في أمريكا، وهي «رقصة الملاك» ل«ماري إف بيل».[92][93]
- 1977 - تأسيس المركز الوطني لحقوق مثليات الجنس.
- 1977 - نشرت شاكونتالا ديفي أول دراسة عن المثلية الجنسية في الهند.[94][95][96]
- 1977' - تم تأسيس «بلاتونيكا كلاب» و«فرونت رانرز» في اليابان.
- 1978 - تم اغتيال المشرف على سان فرانسيسكو هارفي ميلك والعمدة جورج موسكون من قبل المشرف السابق دان وايت.
- 1978 تم تنظيم أول سيدني ماردي جرا، مع حضور 2000 شخص واعتقال 53 فيما بعد وتعرض بعضهم للضرب المبرح من قبل الشرطة.علم قوس قزح الأصلي بثمانية ألوان عكس العلم المستخدم حاليا بسبعة ألوان فقط.

علم قوس قزح الأصلي بثمانية ألوان عكس العلم المستخدم حاليا بسبعة ألوان فقط.

- 1978 - يستخدم علم قوس قزح لأول مرة كرمز لفخر المثليين.
- 1978 - تأسست ساموا، وهي أقدم منظمة بي دي إس إم نسوية مثلية في سان فرانسيسكو. ويضم أعضاء معروفة للمجموعة باتريك كاليفيا وغايل روبين.
- 1978 - تأسيس المؤسسة الدولية للمثليين والمثليات والمزدوجين وثنائيي الجنس والمتحولين والمتحولات.[97]
- 1978 - أصبحت روبن تيلر أول مثلية على التلفزيون الأمريكي، حيث ظهرت على كوميديا لقنا. شوتايم التي استضافتها فيليس ديلر. وفي نفس العام، أصدرت ألبومها الكوميدي، «دوما إشبينة العروس، أبدا العريس» ("Always a Bridesmaid ، Never a Groom")، أول ألبوم كوميدي من قبل امرأءة مثلية الجنس.[98]
- 1979 - كوبا تقنن وتشرع (تلغي تجريم) المثلية الجنسية.
- 1979 - إسبانيا تقنن وتشرع (تلغي تجريم) المثلية الجنسية.
- 1979 - غاب عدد من الأشخاص في السويد عن العمل بحجة المرض كونهم مثليين، احتجاجاً على تصنيف المثلية الجنسية على أنها مرض. وأعقب ذلك إقتحم نشطاء مثليون المكتب الرئيسي للمجلس الوطني للصحة والرعاية الاجتماعية. في غضون بضعة أشهر، أصبحت السويد أول بلد في العالم يزيل المثلية الجنسية كمرض.[99]
- 1979 - تنظيم أول مسيرة وطنية للمثليين جنسياً في واشنطن العاصمة.
- 1979 - وقوع أعمال شغب الليالي البيضاء،
- 1979 - هاري هاي يصدر النداء الأول لتجمع الجنيين الراديكاليين في ولاية أريزونا، وتظهر راهبات الإنغماس الأبدي لأول مرة في العام في عيد الفصح في سان فرانسيسكو.
- 1979 - تم تأسيس «مركز اليابان للمثليين» في اليابان.
- 1980 - أصبح الحزب الديمقراطي أول حزب سياسي كبير في الولايات المتحدة يوافق على برنامج خاص بحقوق المثليين.
- 1980 - اسكتلندا تقنن وتشرع (تلغي تجريم) المثلية الجنسية .
- 1980 - أسس ستيف إنديان حملة حقوق الإنسان، وهي أكبر منظمة حقوق مدنية في أمريكا تعمل على تحقيق المساواة للمثليات والمثليين ومزدوجي التوجه الجنسي والمتحولين جنسيا.[100]
- 1980' - أصبح ليونيل بلو أول حاخام بريطاني يعلن عن كونه مثلي الجنس.[101]

### عقد 1980
- 1981 - أدانت المحكمة الأوروبية لحقوق الإنسان في قضية دودجون ضد المملكة المتحدة تجريم أيرلندا الشمالية للأفعال الجنسية المثلية بين البالغين المتراضين، مما أدى إلى إلغاء أيرلندا الشمالية لتجريم المثلية الجنسية وتشريعها في العام التالي.
- 1981 - كولومبيا تقنن وتشرع (تلغي تجريم) المثلية الجنسية، وتساوي في سن الرشد بين العلاقات الجنسية المثلية والعلاقات الجنسية المغايرة.
- 1981 - قامت ولاية فيكتوريا الأسترالية بإلغاء تجريم المثلية الجنسية، وتساوي في سن الرشد بين العلاقات الجنسية المثلية والعلاقات الجنسية المغايرة.
- 1981 - أصبحت النرويج أول دولة في العالم تسن قانونًا لمنع التمييز ضد المثليين جنسياً.
- 1981 - تبدأ «الأغلبية الأخلاقية» حملتها ضد المثلية الجنسية.
- 1981 - يتم إجراء أول عملية لتغيير الجنس في هونغ كونغ.
- 1981 - نشر مراكز مكافحة الأمراض واتقائها الأمريكي أول وثيقة رسمية للحالة المعروفة باسم الإيدز في 5 يونيو.[102]
- 1981 - أصبحت لاعبة التنس بيلي جان كينغ أول رياضية محترفة بارزة يعلن عن كونها امرأءة مثلية الجنس، عندما أصبحت علاقتها مع سكرتيرتها «ماريلين بارنيت» عامة في مايو 1981 بعد دعوى قضائية مقدمة من قبل «بارنيت».[103] ونتيجة لذلك فقدت كل التأييد لها.[104]
- 1981 - أصبحت ماري سي مورغان أول شخص قاضي معلن عن كونه مثلي أو مثلية في أمريكا عندما تم تعيينها من قبل حاكم ولاية كاليفورنيا جيري براون كقاضية لمحكمة بلدية سان فرانسيسكو.[105]
- 1981 - تم توظيف راندي شيلتس كمراسل وطني من قبل جريدة «سان فرانسيسكو كرونيكل»، ليصبح «أول مراسل معلن عن كونه مثلي الجنس في الصحافة الأمريكية السائدة.»[106]
- 1982 - أيرلندا الشمالية تقنن وتشرع (تلغي تجريم) المثلية الجنسية.
- 1982 - أصبحت ولاية ويسكونسن أول ولاية أمريكية تحظر التمييز ضد المثليين جنسياً.
- 1982' - أصبحت نيو ساوث ويلز أول ولاية أسترالية تحظر التمييز على أساس المثلية الجنسية الفعلية أو المشكوك فيها.
- 1982 - إنتخبت مدينة لاغونا بيتش، في كاليفورنيا أول عمدة مثلي الجنس علنا في تاريخ الولايات المتحدة.
- 1982 - فرنسا تعادل سن الرضا بين العلاقات الجنسية المثلية والعلاقات الجنسية المغايرة.
- 1982 - اقيمت أول الألعاب المثلية في سان فرانسيسكو، حيث جذبت 1600 مشارك.
- 1982' - اكتسبت الحالة المعروفة باسم الإيدز عددًا من الأسماء - GRID5 (نقص المناعة المتصل بالمثليين)، «سرطان المثليين»، «اختلال المناعة المكتسبة من مجتمع المثليين» و «متلازمة التنازل عن المثليين».[107]
- 1982 - استخدم مراكز مكافحة الأمراض واتقائها مصطلح «الإيدز» لأول مرة في أيلول/سبتمبر 1982، عندما أفاد بأنه يتم تشخيص ما معدله واحد أو اثنين من حالات الإيدز في أمريكا كل يوم.[108]
- 1982 - أنشأ النائب المثلي «كين توجو» حزب ديراسين في اليابان.
- 1983 - البرتغال تقنن وتشرع (تلغي تجريم) المثلية الجنسية للمرة الثالثة في تاريخها.
- 1983 - غيرنسي (بما في ذلك آلدرني وسارك وهرم) تقنن وتشرع (تلغي تجريم)المثلية الجنسية.
- 1983 - جيري ستودز نائب عن ولاية ماساتشوستس في الكونغرس الأمريكي يكشف عن كونه مثلي الجنس على أرضية مجلس النواب، ليصبح أول عضو مثلي الجنس علنا في الكونغرس الأمريكي.
- 1983 - يوصف الإيدز بأنه «طاعون للمثليين» من قبل القس جيري فالويل.
- 1984 - تلغي ولاية نيوساوث ويلز تجريم المثلية الجنسية.
- 1984 - تلغي الإقليم الشمالي الأسترالي تجريم المثلية الجنسية.
- 1984 - تم تأسيس جمعية «نادي عشرة بالمائة» للدفاع عن حقوق المثليين في هونغ كونغ.
- 1984' - اعاد الناخبون من ولاية ماساتشوستس انتخاب النائب جيري ستودز، على الرغم من كشف نفسه على أنه مثلي الجنس في العام السابق.
- 1984 - أعلن كريس سميث، الذي تم انتخابه حديثًا في برلمان المملكة المتحدة: «اسمي كريس سميث. أنا النائب عن حزب العمل في» إسلنغتون ساوث وفينسبري«، وأنا مثلي الجنس»، مما يجعله أول سياسي مثلي الجنس بشكل علني في البرلمان البريطاني.
- 1984 - تم تشكيل المجتمع الأرجنتيني المثلي (Comunidad Homosexual Argentina) بتوحيد عدة مجموعات مختلفة وموجودة من قبل.
- 1984 - بيركلي، في ولاية كاليفورنيا تصبح أول مدينة في الولايات المتحدة تتبنى برنامجًا للشراكة المحلية الصحية لموظفي المدينة.
- 1984 - تم تأسيس ويست هوليوود، في ولاية كاليفورنيا وأصبحت أول مدينة معروفة تنتخب مجلس مدينة حيث يكون أغلبية أعضاءه مثليين أو مثليات بشكل علني.
- 1984 - أصبحت طائفة «ريكونستراكشنالست جودايزم» اليهودية أول طائفة يهودية تسمح وتقبل الحاخامات المثليات والمثليين.[109]
- 1984 - تأسست جمعية "ILGA Japan" في اليابان.
- 1984 - على ظهورنا، أول مجلة أدبية تدار بواسطة النساء، وأول مجلة تعرض الشبقية المثلية للجمهور المثلي من النساء في الولايات المتحدة، تم نشرها لأول مرة في عام 1984 من قبل ديبي سوندال وميرنا إيلانا، بمساهمة سوسي برايت وغيرهن.[110]
- 1985 - تحظر فرنسا التمييز على أساس نمط الحياة في التوظيف والخدمات.
- 1985 - تم تكريس النصب التذكاري الأول لضحايا الهولوكوست المثليين.
- 1985 بلجيكا تعادل سن الرضا بين العلاقات الجنسية المثلية والعلاقات الجنسية الغيرية.
- 1985 - أسس أنطونيو أ. بيريز كنيسة استعادة يسوع المسيح (وتسمى بشكل غير رسمي كنيسة المورمون المثليين).[111]
- 1984 - الممثل روك هدسون يموت بسبب الإيدز. وهو أول شخصية عامة كبيرة يعرف أنها ماتت بسبب مرض مرتبط بالإيدز.[112]
- 1984 - أصبح تيري سويني أول مثلي الجنس بشكل علني عضوا في فريق التمثيل لبرنامج ساترداي نايت لايف، كان سويني معلنا عن ميوله المثلية قبل أن يتم تعيينه كعضو في فريق التمثيل.[113]
- 1985 - مركز الموارد لمزدوجي التوجه الجنسي في ولاية ماساشوستس يخدم مجتمع مزدوجي التوجه الجنسي منذ عام 1985.
- 1986 - صدور قانون إصلاح القانون المثلي في نيوزيلندا، الذي شرّع وقنن (ألغى تجريم) ممارسة الجنس بين الذكور فوق 16 سنة.
- 1986 - هايتي تقنن وتشرع (تلغي تجريم) المثلية الجنسية.
- 1986 - في يونيو/حزيران في قضية باورز ضد هاردويك، تؤيد المحكمة العليا للولايات المتحدة قانون جورجيا الذي يمنع ممارسة الجنس الفموي أو الشرجي، وتقرر أن الحق الدستوري في الخصوصية لا يمتد إلى العلاقات الجنسية المثلية، لكن لا تذكر ما إذا كان يمكن إنفاذ القانون ضد العلاقات الجنسية المغايرة.
- 1986 - أصبحت بيكي سميث وآني أفليك أول شريكتين مثليتين في أمريكا يمنحان تبنيًا قانونيًا ومشتركًا لطفل.[114]
- 1986 - من 1 حتى 3 مايو، أقيم مؤتمر «ILGA آسيا» في اليابان بالعاصمة طوكيو .
- 1986 - الهولنديون الريمونسترانتيون هي أول طائفة مسيحية في العالم تبارك العلاقات والزيجات من نفس الجنس.[115]
- 1986 - المقاطعة الكندية في أونتاريو تمرر تشريعات مناهضة للتمييز ضد المثليين.
- 1987 - تأسس تحالف الإيدز لإطلاق العنان للقوة (ACT-UP) في الولايات المتحدة رداً على استجابة الحكومة الأمريكية البطيئة في التعامل مع أزمة الإيدز. وأطلقت أول مظاهرة كبيرة لها، حيث تم القبض على سبعة عشر محتجا.[116]
- 1987 - عضو الكونغرس الأمريكي بارني فرانك [[الإفصاح عن الميول المثلية|يعلن عن مثليته الجنسية.
- 1987 - يمرر مواطنو بولدر أول إستفتاء يحظر التمييز على أساس الميول الجنسية.[117][118]
- 1987 - في مدينة نيويورك ، وجدت مجموعة من الناشطين في مجال حقوق المثليين، بمن فيهم بريندا هوارد، شبكة «مزدوجي التوجه الجنسي في منطقة نيويورك»
- 1987 - هومومونمنت، نصب تذكاري للمثليين جنسياً المضهدين، يفتح في أمستردام.
- 1987 - ديفيد نوريس هو أول شخص مثلي بشكل علني يتم انتخابه لمنصب عام في جمهورية أيرلندا.
- 1987 - سار مجموعة من 75 مزدوجي التوجه الجنسي في مسيرة في 1987 في واشنطن للمطالبة بحقوق المثليين والمثليات، والذي كان أول تجمع لمزدوجي التوجه الجنسي على الصعيد الوطني. مقال «حركة مزدوجي التوجه الجنسي: هل نحن مرئيون بعد؟»، بقلم لاني كاهومانو، ظهر في دليل العصيان المدني الرسمي للمسيرة. كان هذا المقال الأول عن مزدوجي التوجه الجنسي وحركتهم الناشئة الذي تم نشره في مجلة وطنية للمثليات أو مثلي الجنس.[119]
- 1987 - المقاطعة الكندية مانيتوبا وإقليم يوكون يحظران التمييز على أساس التوجه الجنسي.
- 1988 - إسرائيل (بحكم القانون) تقنن وتشرع (تلغي تجريم) المثلية الجنسية. (القسم المعني في قانون الانتداب البريطاني القديم من عام 1936 لم يُطبق أبداً في إسرائيل).
- 1988 - السويد أول بلد يقر قوانين تحمي المثليين فيما يتعلق بالخدمات الاجتماعية والضرائب والميراث.
- 1988 - تم سن المقطع 28 المعادي لمثلي الجنس في إنجلترا وويلز. وتسن اسكتلندا تشريعا مطابقا تقريبا.
- 1988 - النائب الكندي سفيند روبنسون يعلن عن مثليته الجنسية
- 1988 - تخفض كندا سن الموافقة على الأفعال الجنسية المثلية إلى 18.
- 1988 - بعد خسارة قضيته في محكمة عليا في أيرلندا (1980) وقضيته في المحكمة العليا الأيرلندية (1983)، أخذ ديفيد نوريس قضيته (نوريس ضد أيرلندا) إلى المحكمة الأوروبية لحقوق الإنسان. ألغت المحكمة الأوروبية القانون الأيرلندي الذي يجرّم ممارسة الجنس بين الرجال على أساس الخصوصية.
- 1988 - أصبحت ستايسي أوفنر أول حاخام مثلية الجنس بشكل علني تعينها جماعة يهودية سائدة، «تجمع شير تيكفه من منيابولس» (وهي جماعة يهودية إصلاحية).[120][121]
- 1989 - ليختنشتاين تقنن وتشرع (تلغي تجريم) المثلية الجنسية.
- 1989 - الدنمارك هي أول دولة في العالم تسن قوانين شراكة مسجلة (مثل اتحاد مدني) للأزواج من نفس الجنس، مع معظم نفس الحقوق مثل الزواج (باستثناء الحق في التبني (حتى يونيو 2010) والحق في الزواج في كنيسة).
- 1989 - قامت ولاية أستراليا الغربية بإلغاء تجريم المثلية الجنسية للذكور (ولكن تم حينها تحديد سن الرضا بـ21 سنة غير مساوي مع سن الرضا للعلاقات الجنسية المغايرة).

### عقد 1990
- 1990
  - تقنين وتشريع (إلغاء تجريم) المثلية الجنسية: تابعة التاج البريطاني جيرزي والولاية الأسترالية كوينزلاند
  - المساواة في سن الرضا بين العلاقات الجنسية المثلية والعلاقات الجنسية المغايرة: تشيكوسوفاكيا (أنظر جمهورية التشيك وسلوفاكيا).
  - جمعيات تدافع عن حقوق المثليين تم انشاءها : باينات يو اس اي (الولايات المتحدة)، أوترايج! (المملكة المتحدة)، كوير نايشون (الولايات المتحدة)
  - المثلية لم تعد تصنف على أنها مرض من قبل: منظمة الصحة العالمية.
  - أمور أخرى: جاستن فاشانو هو أول لاعب كرة قدم محترف يعلن عن كونه مثلي الجنس للصحافة.
  - قررت طائفة اليهودية الإصلاحية قبول الحاخامات المثليين والمثليات جنسيا.[122]
  - أصبحت دايل ماكورك أول مثلية بشكل علني يتم انتخابها في مجلس شيوخ ولاية. (تم انتخابها في مجلس شيوخ ولاية ماين)[123]
  - أعلن اتحاد اليهودية الإصلاحية عن سياسة وطنية أعلن فيها أن المثليين والمثليات اليهود أعضاء كاملون ومتساوون في المجتمع الديني اليهودي. أقرت الهيئة الرئيسية ، وهي «المؤتمر المركزي للحاخامات الأمريكيين» رسمياً، تقريرًا عن لجنتهم حول المثلية الجنسية والحاخامات. وخلصوا إلى أن «جميع الحاخامات، بغض النظر عن الميول الجنسية، يُمنحون الفرصة للوفاء بالمهنة المقدسة التي اختاروها» وأن «كل اليهود متساوون دينياً بغض النظر عن ميولهم الجنسية».
- 1991
  - تقنين وتشريع (إلغاء تجريم) المثلية الجنسية: باهاماس، وهونغ كونغ وأوكرانيا
  - متعلّقة بالإيدز : تم استخدام الشريط الأحمر لأول مرة كرمز لحملة مكافحة فيروس نقص المناعة البشرية/الإيدز.
- سن قوانين مناهضة التمييز ضد المثليين: المقاطعة الكندية نوفا سكوشا (على أساس التوجه الجنسي)
  - تم انتخاب شيري هاريس في مجلس المدينة في سياتل، واشنطن، مما جعلها أول مسؤولة مثلية الجنس بشكل علني أمريكية يتم انتخابها من أصل إفريقي.[124]
  - أول قبلة مثلية بين امرأتين على شاشة التلفزيون. كان في برنامج «قانون لوس انجليس» بين الشخصيات الخيالية من سي.جاي لامب (من قبل الممثلة أماندا دونوهي) وآبي (ميشيل غرين).[125]
  - تم تأسيس أول قاعة شهرة للمثليين والمثليات معترف بها في الولايات المتحدة الأمريكية وهي قاعة الشهرة في شيكاغو للمثليين والمثلييات.
- 1992
  - تقنين وتشريع (إلغاء تجريم) المثلية الجنسية: إستونيا ولاتفيا
  - إلغاء قوانين اللواط : تابعة المملكة المتحدة جزيرة مان (بقيت المثلية الجنسية لا تزال غير قانونية حتى عام 1994)
  - المساواة في سن الرضا بين العلاقات الجنسية المثلية والعلاقات الجنسية المغايرة: آيسلندا ولوكسمبورغ وسويسرا.
  - انهاء الحظر على مثلي الجنس في الجيش : أستراليا، وكندا
  - إعادة تجريم المثلية الجنسية : نيكاراغوا (حتى مارس 2008)
  - سن قوانين مناهضة التمييز ضد المثليين : المقاطعات الكندية نيو برونزويك وكولومبيا البريطانية (على أساس الميول الجنسية)
  - تم انتخاب ألثيا غاريسون كأول مشرع عن ولاية متحولة جنسيا في أمريكا، وعملت لفترة واحدة في مجلس النواب في ولاية ماساتشوستس. ومع ذلك، لم تكن معلنة أنها كانت متحوّلة جنسيًا عندما تم انتخابها.[126]
  - تأسست جمعية "مثليات الجنس المنتقمات" في مدينة نيويورك من قبل آنا ماريا سيمو، وساره شولمان، وماكسين وولف، وآن-كريستين دادسكي، وماري هونان ، وآن ماغواير.
  - إقامة مهرجان طوكيو الدولي للمثليات والمثليين السينمائي في اليابان.
- 1993
  - قوانين الاتحاد المدني/الشراكة المسجلة :
    - تم التصويت عليها ودخلت حيز التنفيذ: النرويج (بدون تبني حتى عام 2009، تم تعويضها بزواج المثليين في 2008/2009)

  - إلغاء قوانين اللواط : إقليم جزيرة نورفولك الأسترالي.
- تقنين وتشريع (إلغاء تجريم) المثلية الجنسية : روسيا البيضاء، جزيرة ماوراء البحار البريطانية جبل طارق، وأيرلندا، وليتوانيا، وروسيا (باستثناء جمهورية الشيشان).
- سن قوانين مناهضة التمييز ضد المثليين :
  -     - ولاية مينيسوتا الأمريكية (على أساس الهوية الجندرية)
    - البرلمان النيوزيلندي يمرر قانون تعديل حقوق الإنسان الذي يحظر التمييز على أساس الميول الجنسية أو فيروس نقص المناعة البشرية.
    - المقاطعة الكندية ساسكاتشوان (على أساس التوجه الجنسي).

  - إلغاء حظر الأشخاص المثليين في الجيش : نيوزيلندا
  - جرائم القتل الكبرى ضد مجتمع المثليين: براندون تينا
  - أعلنت ميليسا إثيريدج عن كونها مثلية الجنس.
  - عقدت حفل رقص المثلث. كانت أول رقص في أمريكا تُقام على شرف المثليين والمثليات.
  - تم عقد أول مسيرة السحاقيات (مسيرة للمثليات وحلفاؤهن الإناث المغايرات، خططت من قبل المثليات المنتقمات)، حيث شاركت فيها 20.000 امرأة.[127][128]
  - أصبحت روبرتا أكتينبرغ أول شخص مثلي أو مثلية الجنس بشكل علني يتم ترشيحه من قبل الرئيس ويتم تأكيده مجلس الشيوخ الأمريكي عندما تم تعيينها في منصب مساعد وزيرة الإسكان العادل وتكافؤ الفرص من قبل الرئيس بيل كلينتون.[129]
  - كانت ليا ديلاريا أول «كوميدية مثلية بشكل علني تكسر حاجز العرض في برنامج حواري ساهر» مع ظهورها عام 1993 في برنامج «أرسينيو هول شاو».[130]
  - في ديسمبر 1993 ليا ديلاريا استضافت كوميدي سنترال «أوت ثار»، وهو أول ستاند أب كوميدي يتحدث عن المثلية الجنسية.
  - قبل إصدار سياسة لا تسأل ،لا تقل في عام 1993، كان يتم حظر النساء المثليات والنساء مزدوجات التوجه الجنسي والمثليين والرجال مزدوجي التوجه الجنسي من الخدمة في الجيش.[131] في عام 1993، تم إصدار سياسة «لا تسأل، لا تقل»، والتي تنص على أن الجيش لا يستطيع أن يسأل من يريد أن ينضم إلى الخدمة العسكرية عن ميولهم الجنسية.[132][133] ومع ذلك، إلى أن تم إنهاء وإلغاء السياسة في عام 2011، كان لا يزال أفراد الخدمة العسكرية يطردون من الجيش إذا مارسوا سلوكًا جنسيًا مع فرد من نفس الجنس، وذكروا أنهم مثليون أو مثلييات أو مزدوجو توجه جنسي، و/أو متزوج أو حاول الزواج من شخص من نفس الجنس.[134]
- 1994
  - الاعتراف بالمعاشرة غير المسجلة :
    - تم التصويت عليها ودخلت حيز التنفيذ : إسرائيل (بدون تبني، دون تبني أحد الشريكين للطفل البيولوجي للشريك الآخر حتى عام 2005).
- تقنين وتشريع (إلغاء تجريم) المثلية الجنسية : إقليم ما وراء البحار البريطانية برمودا، وتابعة التاج الملكي البريطاني جزيرة مان، وصربيا، وأستراليا
  - سن قوانين مناهضة التمييز ضد المثليين : جنوب إفريقيا (على أساس الميول الجنسية، في الدستور المؤقت).
  - المساواة في سن الرضا بين العلاقات الجنسية المثلية والعلاقات الجنسية المغايرة:
    - جزئية : المملكة المتحدة تقلل من سن الرشد بين الرجال المثليين إلى 18 سنة.

  - المثلية لم تعد تصنف على أنها مرض من قبل : الجمعية الطبية الأمريكية.
  - جمعيات تدافع عن حقوق المثليين تم انشاءها : الائتلاف الوطني للمثليين والمثليات من أجل المساواة (جنوب أفريقيا)
  - أمور أخرى : تمنح كندا صفة اللاجئ للمثليين جنسياً خوفا على حياتهم في بلدهم الأصلي
  - قضية تونن ضد أستراليا التي حكمت فبها لجنة الأمم المتحدة لحقوق الإنسان.
  - الخوف من الاضطهاد بسبب التوجه الجنسي يصبح سببا للجوء في الولايات المتحدة.[135]
  - أصبحت ديبورا باتس أول قاضية فدرالية مثلي أو مثلية الجنس بشكل علني. تم تعيينها في المحكمة الأمريكية الإقليمية الفدرالية في نيويورك.[136][137]
  - عقد مسيرة فخر المثليين في اليابان في شهر أغسطس/آب.
  - أصبح ويلسون كروز أول ممثل مثلي الجنس بشكل علني يلعب دور شخصية مثلي الجنس في دور قيادي في مسلسل تلفزيوني («مايقال عنها أنها حياتي»).
- 1995
  - قوانين الاتحاد المدني/الشراكة المسجلة :
    - تم التصويت عليها ودخلت حيز التنفيذ: السويد: (مع التبني، تم استبداله بزواج المثليين في أبريل 2009)
- تقنين وتشريع (إلغاء تجريم) المثلية الجنسية : ألبانيا، ومولدوفا
- سن قوانين مناهضة التمييز ضد المثليين : المقاطعة الكندية نيوفاوندلاند ولابرادور (على أساس التوجه الجنسي)
  - متعلّقة بالإيدز : العلاج الثلاثي المشترك بأدوية لاميفودين وزيدوفودين وزالكيباتين تثبت أنه من الممكن أن تكون فعالة في علاج فيروس نقص المناعة البشرية، الفيروس المسؤول عن إيدز.[138]
  - أمور أخرى : توسع حملة حقوق الإنسان مهمتها لتشجيع «أمريكا حيث يتم ضمان المساواة للمثليين ومثليات الجنس ومزدوجي التوجه الجنسية والمتحولين جنسياً وقبولهم كأعضاء كاملين في الأسرة الأمريكية في المنزل، في العمل وفي كل مجتمع»
  - جمعيات تدافع عن حقوق المثليين تم انشاءها : تأسست مشورة المثليين دارلبنغتون/دورهام من قبل الرجال المثليين ومزدوجي التوجه الجنسي المحليين، وتطورت إلى جمعية خيرية تعمل مع ولمجتمع المثليين والمثليات ومزدوجي التوجه الجنسي والمتحولين جنسياً (LGBT) مقاطعة دورهام ودارلينغتون.
  - أصبحت راشيل مادادو أول شخص أمريكي مثلي أو مثلية تفوز بمنحة رودس الدولية.
  - تم تأسيس «كينغز كروس ستيليرز»، أول نادٍ للرغبي خاص بمثليي الجنس في العالم.[139]
  - نشر مقال الحاخام مارغريت ونغ بعنوان «ترحيب حقيقي بالمثليين والمثليات اليهود» في كتاب «الحالة اليهودية: مقالات عن اليهودية المعاصرة» تكريماً للحاخام ألكسندر شندلر؛ كانت أول حجة منشورة للمجتمع اليهودي لأجل الزواج المدني للأزواج المثليين.[140]
- 1996
  - قوانين الاتحاد المدني/الشراكة المسجلة :
    - تم التصويت عليها ودخلت حيز التنفيذ: آيسلندا (مع تبني أحد الشريكين للطفل البيولوجي للشريك الآخر، دون التبني المشترك حتى عام 2006، تم إستبدالها بزواج المثليين في عام 2010).

  - الاعتراف بالمعاشرة غير المسجلة :
    - تم إقراره ودخوله حيز التنفيذ : المجر (تم استبداله بشراكات مسجلة في عام 2009)

  - تقييد حقوق شراكات المثليين : الولايات المتحدة (على المستوى الفيدرالي، انظر قانون حماية الزواج)
  -  تقنين وتشريع (إلغاء تجريم) المثلية الجنسية : رومانيا، ومقدونيا، وماكاو
  - المساواة في سن الرضا بين العلاقات الجنسية المثلية والعلاقات الجنسية المغايرة: بوركينا فاسو
  - سن قوانين مناهضة التمييز ضد المثليين : كندا (على المستوى الفيدرالي، على أساس التوجه الجنسي)
  - وقع أول حفل زفاف بين امرأتين مثليتين على شاشة التلفزيون، عقد لأجل الشخصيتن الخياليتين كارول (التي لعبتها جين سيبيت) وسوزان (لعبت من قبل جيسيكا هيكت) في سلسلة «فرندز».[141]
  - كان أول متحدث في المؤتمر الوطني للحزب الجمهوري مثلي الجنس بشكل علني هو ستيف فونج في عام 1996.[142]
- 1997
  -  تقنين وتشريع (إلغاء تجريم) المثلية الجنسية : الإكوادور، فنزويلا، تاسمانيا.
  - المساواة في سن الرضا بين العلاقات الجنسية المثلية والعلاقات الجنسية المغايرة: روسيا
  - سن قوانين مناهضة التمييز ضد المثليين : فيجي (على أساس الميول الجنسية، في الدستور) وجنوب أفريقيا (على أساس الميول الجنسية، في الدستور)
  - أمور أخرى : يقارن الرئيس الإسرائيلي عيزر فايتسمان بين المثلية الجنسية والإدمان على الكحول أمام طلاب المدارس الثانوية.[143]
  - تمدد المملكة المتحدة حقوق الهجرة للأزواج من نفس الجنس الذين هم في علاقة تشبه الزواج.
  - إلين دي جينيريس تعلن عن كونها مثلية الجنس، وهي واحدة من المشاهير الأولين الذين بذلك.[144] علاوة على ذلك، في وقت لاحق من ذلك العام، ظهرت شخصيتها إلين مورغان كمثلية في البرنامج التلفزيوني «إيلن»، مما جعل إلين دي جينيريس أول ممثلة مثلية بشكل علني تلعب شخصية مثلية بشكل علني على شاشة التلفزيون.[145]
  - أصبحت باتريا خيمينيز أول شخص مثلي الجنس بشكل علني تفوز بمنصب في الكونغرس الإتحاد المكسيكي، وذلك عن «حزب الثورة الديمقراطية».[146]
  - أطلقت الجمعية الطبية للمثليين والمثليات «مجلة الرابطة الطبية للمثليين والمثليات»، وهي أول مجلة علمية متعددة التخصصات خضعت لعلم الخبراء في العالم مخصصة لصحة مجتمع المثليين.
- 1998
  -  تقنين وتشريع (إلغاء تجريم) المثلية الجنسية : البوسنة والهرسك، كازاخستان، قيزغيستان، طاجكستان، جنوب إفريقيا،(مسبقا في عام 1994)، جنوب قبرص.
- المساواة في سن الرضا بين العلاقات الجنسية المثلية والعلاقات الجنسية المغايرة: كرواتيا، لاتفيا
  - سن قوانين مناهضة التمييز ضد المثليين : الإكوادور، (على أساس التوجه الجنسي، في الدستور)، أيرلندا، (على أساس التوجه الجنسي)، في المقاطعات الكندية في جزيرة الأمير إدوارد (على أساس التوجه الجنسي) وألبرتا (حكم المحكمة فقط؛ تم تعديل التشريع في عام 2009)
  - جرائم القتل الكبرى ضد مجتمع المثليين: ريتا هيستر، ماثيو شيبرد
  - إلغاء حظر الأشخاص المثليين في الجيش : رومانيا، جنوب إفريقيا
  - تمت إضافة الهوية الجندرية إلى مهمة جمعية جمعية أولياء أمور وأفراد عائلات وأصدقاء المثليات والمثليين جنسيا بعد التصويت في اجتماعهم السنوي في سان فرانسيسكو.[147] جمعية أولياء أمور وأفراد عائلات وأصدقاء المثليات والمثليين جنسيا هي أول جمعية وطنية للدفاع حن حقوق المثليات والمثليين ومزدوجي التوجه الجنسي والمتحولين جنسياً تتبنى رسمياً سياسة إدماج المتحولين جنسياً في عملها.[148]
  - أصبحت تامي بالدوين أول شخص مثلي أو مثلية الجنس غير منتخب من قبل يتم انتخابه في الكونغرس الأمريكي، وأول امرأءة مثلية بشكل علني يتم انتخابها للكونغرس، حيث فازت بمقعد الدائرة الانتخابية للمطاقعة الثانية في ولاية ويسكونسن.[149][150]
  - أصبحت دانا إنترناشيونال أول متحولة جنسية تفوز في مسابقة الأغنية الأوروبية، ممثلية إسرائيل بأغنية «ديفا».[151]
  - يعلن روبرت هالفورد عن مثليته الجنسية كأول مغني مثلي الجنس لموسيقى الميتال للمثليين.[152]
  - تم إنجاز أول علم فخر المزدوجين في 5 ديسمبر 1998.[153]
  - بدأت «جولي هيسموندالغ» (وهي ممثلة غير متحولة جنسية) لأول مرة بلعب شخصية هايلي آن باترسون، الشخصية المتحولة جنسيا الأولى للتلفزيون البريطاني.[154]
  - استضافت جمعية باينات يو اس اي «المعهد الوطني الأول حول إزدواجية التوجه الجنسي وفيروس نقص المناعة البشرية/الإيدز.»[155]
- 1999
  - قوانين الاتحاد المدني/الشراكة المسجلة :
    - تم التصويت عليها ودخلت حيز التنفيذ: كاليفورنيا (بدون تبني، دون تبني أحد الشريكيا لاطفل البيولوجي للشريك الآخر حتى عام 2001، زواج المثليين من يونيو 2008 - نوفمبر 2008، ثم مجددا منذ 28 يونيو 2013)
    - تم التصويت عليها ودخلت حيز التنفيذ : فرنسا

  -  تقنين وتشريع (إلغاء تجريم) المثلية الجنسية : تشيلي.
  - المساواة في سن الرضا بين العلاقات الجنسية المثلية والعلاقات الجنسية المغايرة: فنلندا
  - جمعيات تدافع عن حقوق المثليين تم انشاءها :«كوير يوث الاينس» (المملكة المتحدة)
  - أمور أخرى : اعترفت المحكمة العليا في إسرائيل بشريكة مثلية الجنس كأم قانونية أخرى للإبن البيولوجي لشريكتها.
  - تمنح جنوب أفريقيا استحقاقات ومزايا الهجرة الزوجية للشركاء من نفس الجنس.
  - أعلن الحاخام ستيفن جرينبيرغ عن كونه مثلي الجنس في مقال نشر في صحيفة «معاريف» الإسرائيلية. بما أن لديه رسامة حاخامية من المعهد الديني الحاخامي الأرثوذكسي التابع لجامعة يشيفا، فإنه عادة ما يوصف بأنه أول حاخام يهودي أرثوذكسي مثلي الجنس بشكل علني.[156] ومع ذلك ، فإن بعض اليهود الأرثوذكس، بما في ذلك العديد من الحاخامات، يشككون في كونه حاخامًا أرثوذكسيًا.[157]
  - تم إعلان يوم ذكرى المتحولين جنسيا في عام 1999 من قبل غويندولين آن سميث، وهي امرأة عابرة جنسيا تعمل كمصممة جرافيك وكاتبة عمود وناشطة،[158] لإحياء ذكرى مقتل ريتا هيستر في ولاية ماساتشوستس.[159] منذ إعلانه ، يتم الاحتفال باليوم سنويًا في 20 نوفمبر،[160] وقد تطور ببطء من مشروع على شبكة الويب بداته سميث إلى يوم عالمي للنضال والحراك.
  - في عام 1999، نظم كل من مايكل بايج، جيجي رايفن ويلبر، وويندي كاري أول احتفال يوم ازدواجية الجنس.[161]

### عقد 2000
- 2000
  - قوانين الاتحاد المدني/الشراكة المسجلة :
    - تم التصويت عليها ودخلت حيز التنفيذ: ولاية فيرمونت الأمريكية

  -  تقنين وتشريع (إلغاء تجريم) المثلية الجنسية : أذربيجان، جورجيا.
  - المساواة في سن الرضا بين العلاقات الجنسية المثلية والعلاقات الجنسية المغايرة: روسيا البيضاء، إسرائيل
  - سن قوانين مناهضة التمييز ضد المثليين : جنوب أفريقيا (حظر التمييز، الكلام الذي يحض على الكراهية ، التحرش).
  - إلغاء حظر الأشخاص المثليين في الجيش : المملكة المتحدة (أنظر أيضا: التوجه الجنسي والخدمة العسكرية)
- إلغاء قانون التمييز ضد المثليين : إلغاء اسكتلندا (للقسم 28)
- أمور أخرى: في ألمانيا في البوندستاغ يعتذر رسميا للمثليين والمثليات جنسيا الذين تم اضطهادهم في ظل النظام النازي، ول «الأضرار التي لحقت بالمواطنين المثليين حتى 1969».
  - اعترفت إسرائيل بالعلاقات المثلية لأمور الهجرة لشريك أجنبي لأحد المقيمين الإسرائيليين.
  - يعرض علم فخر المتحولين جنسيا لأول مرة، في مسيرة فخر المثليين في فينيكس، في ولاية أريزونا.
  - أصبحت هيلاري كلينتون أول سيدة أولى للولايات المتحدة تسير في مسيرة فخر المثليين.[162]